# Lira (poesía)
Lira es un tipo de estrofa de cinco versos de la métrica española e italiana, compuesta de tres versos heptasílabos (siete sílabas) y dos endecasílabos (once sílabas) con la disposición 7a, 11B, 7a, 7b, 11B.
Fue introducida en la literatura italiana por el poeta Bernardo Tasso, en sus Amori (1534), como ya señaló Hayward Keniston (Garcilaso, p. 334) y repitió Dámaso Alonso en su Poesía española:

O pastori felici
che d'un piciol poder lieti e contenti,
havete i cieli amici;
e lungi da le genti
non  temete di mar'ira o di venti
Loda de la vita pastorale, Rime, 1560

En la lírica española fue introducida por su amigo, el poeta toledano Garcilaso de la Vega, en su "Oda a la flor de Gnido", que compuso cuando se hallaba en Nápoles entre 1532 y 1536. Esta forma estrófica tomará el nombre del término lira que aparece en el primer verso del poema:

Si de mi baja lira
tanto pudiese el son que en un momento
aplacase la ira
del animoso viento
y la furia del mar y el movimiento...

Esta estrofa, que Garcilaso usó solamente una vez, será empleada repetidamente por Fray Luis de León para sus odas horacianas, si bien este ensayó también distintas combinaciones breves de heptasílabos y endecasílabos que llamaba también liras; San Juan de la Cruz, que fue discípulo suyo en Salamanca, llevó esta estrofa a su perfección; después su uso será constante, aunque no es una de las estrofas más utilizadas: el poeta toledano Juan Antonio Villacañas, ya en el siglo XX, renovó la lira y la dotó de un nuevo y sorprendente contenido. Sus liras se conocen con el nombre de liras juanantonianas. En la lengua portuguesa, la empleó Luís Vaz de Camões en algunas de sus famosas odas, durante el Manierismo. Por ejemplo:

Se de meu pensamento 
Tanta razão tivera de alegrar-me,  
Quanto de meu tormento  
A tenho de queixar-me,  
Puderas, triste lira, consolar-me.

E minha voz cansada,  
Que em outro tempo foi alegre e pura,  
Não fora assim tornada,  
Com tanta desventura,  
Tão rouca, tão pesada, nem tão dura.